# Истриково
Истриково (баш. Иҫтерек) — деревня в Нуримановском районе Башкортостана, входит в состав Байгильдинского сельсовета.

## Население
| 2002 | 2009 | 2010 |
| ---- | ---- | ---- |
| 230  | ↗265 | ↘222 |

Национальный состав
Согласно переписи 2002 года, преобладающая национальность — башкиры (90 %).

## Географическое положение
Расстояние до:
- районного центра (Красная Горка): 23 км,
- центра сельсовета (Байгильдино): 7 км,
- ближайшей ж/д станции (Иглино): 27 км.

## Достопримечательности
- Озеро Бильгиляр — гидрологический памятник природы, часть одноимённого озёрно-болотного комплекса, с высоким биоразнообразием, где обитают и произрастают редкие виды животных и растений. На территории запрещены хозяйственная деятельность и добыча торфа[5][6].